# 蒂比 (密西西比州)
蒂比（英語：Tibbee）是位於美國密西西比州克萊縣的非建制地區。

## 歷史
蒂比的郵局於1858年設立，其後於1937年停運。

## 地理
蒂比所處的海拔為高於海平面62米（即203英呎），而該地所採用的時區為UTC-6，即北美中部時區（CST）。同時該地設有夏令時間，為UTC-6調快一小時，即UTC-5（CDT）。